# Дрозд Віталій Володимирович
Дро́зд Віта́лій Володи́мирович (нар. бл. 2000)— український військовослужбовець, майор Збройних Сил України, учасник російсько-української війни. Командир 22 Окремого батальйону спеціального призначення (22 ОБСП, в/ч A4349) Окремої президентської бригади ім. Богдана Хмельницького Сухопутних військ Збройних Сил України.

## Життєпис
Народився близько 2000 року. У період з 2014 по 2017 рр. навчався в одному із найвідоміших підготовчих військових закладів України — Львівському державному ліцеї з посиленою військово-фізичною підготовкою імені Героїв Крут.
У 2017 році вступив до Національної академії сухопутних військ імені гетьмана Петра Сагайдачного, яку закінчив у 2021 році.
У 2021 році як офіцер розпочав службу в Окремій президентській бригаді ім. Богдана Хмельницького; спершу на посаді командира взводу, пізніше — командира роти. Після цього Віталій Дрозд очолив штаб лінійного батальйону, а згодом його призначили начальником штабу окремого батальйону. 
У 2024 році майор Віталій Дрозд став командиром військової частини А4349 — 22 Окремого батальйону спеціального призначення Окремої президентської бригади.